# دهستان میناباد
دهستان میناباد نام دهستانی در بخش عنبران شهرستان نمین، استان اردبیل در ایران است. براساس سرشماری مرکز آمار ایران در سال ۱۳۸۵، جمعیت آن ۳۶۲۵ نفر (۸۷۴ خانوار) بوده‌است.